# ウィスキー・ア・ゴー・ゴーのハービー・マン
『ウィスキー・ア・ゴー・ゴーのハービー・マン』（原題：Live at the Whisky a Go Go）は、アメリカ合衆国のジャズ・フルート奏者、ハービー・マンが1969年に録音・発表したライブ・アルバム。オリジナルLPのカタログ番号は「SD 1536」。「ウー・ベイビー」はフリー・スピリッツのメンバーが作った曲で、本作に参加したスティーヴ・マーカスは、1969年のアルバム『伯爵とロック』(Vortex-2009)において、この曲のスタジオ録音を発表している。

## 反響・評価
アメリカでは総合アルバム・チャートのBillboard 200で139位に達し、『ビルボード』のジャズ・アルバム・チャートでは5位、R&Bアルバム・チャートでは32位を記録した。スコット・ヤナウはオールミュージックにおいて5点満点中4点を付け「LPの各々の面を占める"Ooh Baby"と"Philly Dog"におけるジャムは、ダンサブルでファンキーかつ自然発生的で、当時のハービー・マンの作品としては優れたものの一つである」と評している。

## 収録曲
1. ウー・ベイビー - "Ooh Baby" (Chris Hills, Columbus Baker) - 15:11
2. フィリー・ドッグ - "Philly Dog" (Rufus Thomas) - 14:05

## 参加ミュージシャン
- ハービー・マン - フルート
- スティーヴ・マーカス - テナー・サクソフォーン
- ソニー・シャーロック - ギター
- ロイ・エアーズ - ヴィブラフォン
- ミロスラフ・ヴィトウス - ベース
- ブルーノ・カー - ドラムス